# Casa torre di via Ulisse Dini
La Casa torre di Via Ulisse Dini è un edificio medievale di Pisa ben conservato.

## Descrizione
La casa torre di via Ulisse Dini risale ai secoli XI o XII ed è stato costruito secondo la tipologia più antica di casa-torre, con la muratura ancora a vista, caratterizzata da conci squadrati ai primi due piani e da un più semplice materiale laterizio al terzo piano. Le aperture sono piuttosto piccole e presentano un'interessante varietà di soluzioni architettoniche.
Al piano terra sono presenti due robusti archi ribassati oggi tamponati, probabilmente parte di un portico originario; il primo piano presenta tre portali-finestra che originariamente dovevano dar luce a un ballatoio: due presentano una copertura ad arco, mentre il terzo a destra ha un peculiare architrave pentagonale, elemento ricorrente delle torri più antiche, poiché permetteva una maggiore larghezza delle aperture rispetto a un architrave rettangolare per la migliore distribuzione del peso; le due aperture al secondo piano sono simile a quelle del primo, sormontate da archi. Anche nel cortile interno sono visibili le tracce dell'antico edificio.